# Mario Ambrosino
Mario Ambrosino (* 4. Januar 1936 in Venedig) ist ein italienischer Schauspieler, Bühnen- und Kostümbildner.

## Leben
Ambrosino gewann 1953 einen Preis beim Festival der Laienspielgruppen für eine Darstellung in Jean Anouilhs Eurydice und ergriff auf Zuraten von Laura Carli den Schauspielberuf professionell. Er spielte in den Ensembles um Emma Gramatica und Enrico Maria Salerno und begann ab 1955 eine Kinokarriere in Charakterrollen. Daneben arbeitete er für das Radio und übernahm kleine Synchronrollen. 1961 beendete er seine darstellerische Karriere und wandte sich der Filmausstattung und der Kostümbildnerei zu.
Ab 1967 war er in diesen Funktionen für einige bedeutende Filme tätig, darunter Federico Fellinis Amarcord, Alberto Lattuadas Bianco, rosso e… und Damiano Damianis Girolimoni il mostro di Roma. Auch Kommerzprodukte wie Italowestern und leichte Komödien entstanden mit seiner Mitarbeit. Gelegentlich arbeitete Ambrosino auch für das Fernsehen.

## Filmografie (Auswahl)
- 1960: Robin Hood und die Piraten (Robin Hood e i pirati)
- 1967: La notte pazza del conigliaccio
- 1972: Girolimoni, das Ungeheuer von Rom (Girolimoni il mostro di Roma)
- 1972: Die Sünde (Bianco, rosso e…)
- 1973: Amarcord
- 2001: Bo Ba Bu